# Melanococcus morgani
Melanococcus morgani är en insektsart som beskrevs av Williams 1985. Melanococcus morgani ingår i släktet Melanococcus och familjen ullsköldlöss. Inga underarter finns listade i Catalogue of Life.